# Ирина Унгарска
Ирина, по рождение Пирошка (на унгарски: Szent Piroska; Irene; * 1088, Естергом; † 13 август 1134, Константинопол), е унгарска принцеса от рода на Арпадите и византийска императрица (1118 – 1134), съпруга на император Йоан II Комнин. Канонизирана е за светица, която се почита на 13 август.

## Произход
Ирина е родена с името Пирошка през 1088 г., в унгарския град Естергом. Тя е дъщеря на унгарския крал Ласло I и Аделхайд Швабска, а по майчина линия е внучка на германския антикрал Рудолф фон Райнфелден и Аделхайд Савойска. Майката на Пирошка умира през 1090 г., а крал Ласло I – на 2 юли 1095, след което унгарската корона е наследена от племенника на Пирошка, крал Калман.

## Брак с Йоан II Комнин
Опитвайки се да подобри отношенията с византийския император Алексий I Комнин, Калман започва преговори за сключване на брак между Пирошка и Йоан II Комнин, най-големия син на император Алексий I Комнин, който вече е и негов съимператор. Преговорите между Византия и Унгария приключват успешно и през 1104 г. Пирошка пристига в Константинопол, където приема православието и името Ирина, след което е венчана за Йоан II Комнин.
Ирина играе малка роля в политическия живот на Византия. Императрицата е изключително набожна и се посвещава изцяло на децата си. След смъртта на съпруга ѝ Ирина се замонашва под името Ксения.
Умира на 13 август 1134 г. и е почитана от църквата като Света Ирина.

## Деца
Ирина ражда на Йоан II осем деца:
- Алексий Комнин (* февруари 1106; † лятото 1142), съимператор от 1122 до 1142
- Мария Комнина (* февруари 1106; † 1143/55; близначка на Алексий), омъжва се за Йоан Рогерий Даласин, кесар, 1143 претендент за трона, 1152 дука на Струмица, † като вдовец и монах
- Андроник Комнин († 1142)
- Анна Комнина (* 1110), омъжва се за Стефан Контостефан († 1149)
- Исаак (* 1115; † 1154/74), севастократор
- Теодора Комнина (* 1116; † 12 май 1157 като вдовица и монахиня), омъжва се за Мануил Анема († 1146/47), паниперпротосевастоипертат
- Евдокия Комнина (* 1119), омъжва се за Теодор Ватаций, генерал, севастоипертат, дука на Киликия
- Мануил I Комнин (* 15 август 1118; † 24 септември 1180), византийски император (1143 – 1180), от 1122 сервастократор